# Frei Carlos
Pour les articles homonymes, voir Carlos.
Frei Carlos (frère Charles), né à la fin du XVe siècle et mort au plus tard en 1540, est un peintre et moine hiéronymite portugais d'origine flamande.

## Biographie
Il est possible que cet artiste soit l'un des peintres ramenés de Flandre par Francisco Henriques en 1512. Il aurait ainsi travaillé dans l'atelier lisboète de ce dernier et collaboré à une commande du monastère hiéronymite de la Penha Longa à Sintra (1515). La fréquentation des moines de ce lieu l'aurait alors convaincu de rejoindre à son tour l'ordre de Saint-Jérôme.
Il est en tout cas attesté que Frey Carlos de Lisboa framengo (« frère Charles de Lisbonne, flamand ») a prononcé ses vœux de moine hiéronymite le 12 avril 1517 au couvent Nossa Senhora d'Espinheiro, dans les environs d'Évora, où il vit et travaille au moins jusqu'à la fin des années 1520.
Il a également vécu au couvent São Jerónimo do Mato, à proximité d'Alenquer, d'après un document de 1540 indiquant également qu'il était déjà mort à cette date.
Il a surtout travaillé pour son ordre, à Espinheiro, à São Jerónimo do Mato et aussi au couvent Santa Marinha da Costa, près de Guimarães, réalisant notamment de petits tableaux de dévotion destinés aux cellules des moines.

## Œuvres notables
- Le Bon Pasteur, vers 1520, huile sur panneau de chêne, 90 x 65 cm, Lisbonne, Musée national d'art ancien (MNAA), inv. 1 Pint.
- Vierge allaitant l'Enfant, vers 1520, huile sur panneau de chêne, 30 x 22 cm, Lisbonne, MNAA, inv. 1180 Pint.
- Ecce Homo (ou Le Christ au roseau vert), vers 1520, huile sur panneau de chêne, 39,5 x 31,2 cm, Lisbonne, MNAA, inv. 2184 Pint.
- L'Annonciation (peinte pour la sacristie d'Espinheiro), 1523, Lisbonne, MNAA.
- L'Apparition du Christ à la Vierge (provenant du monastère d'Espinheiro), 1529, Lisbonne, MNAA.

Quelques œuvres de Frei Carlos
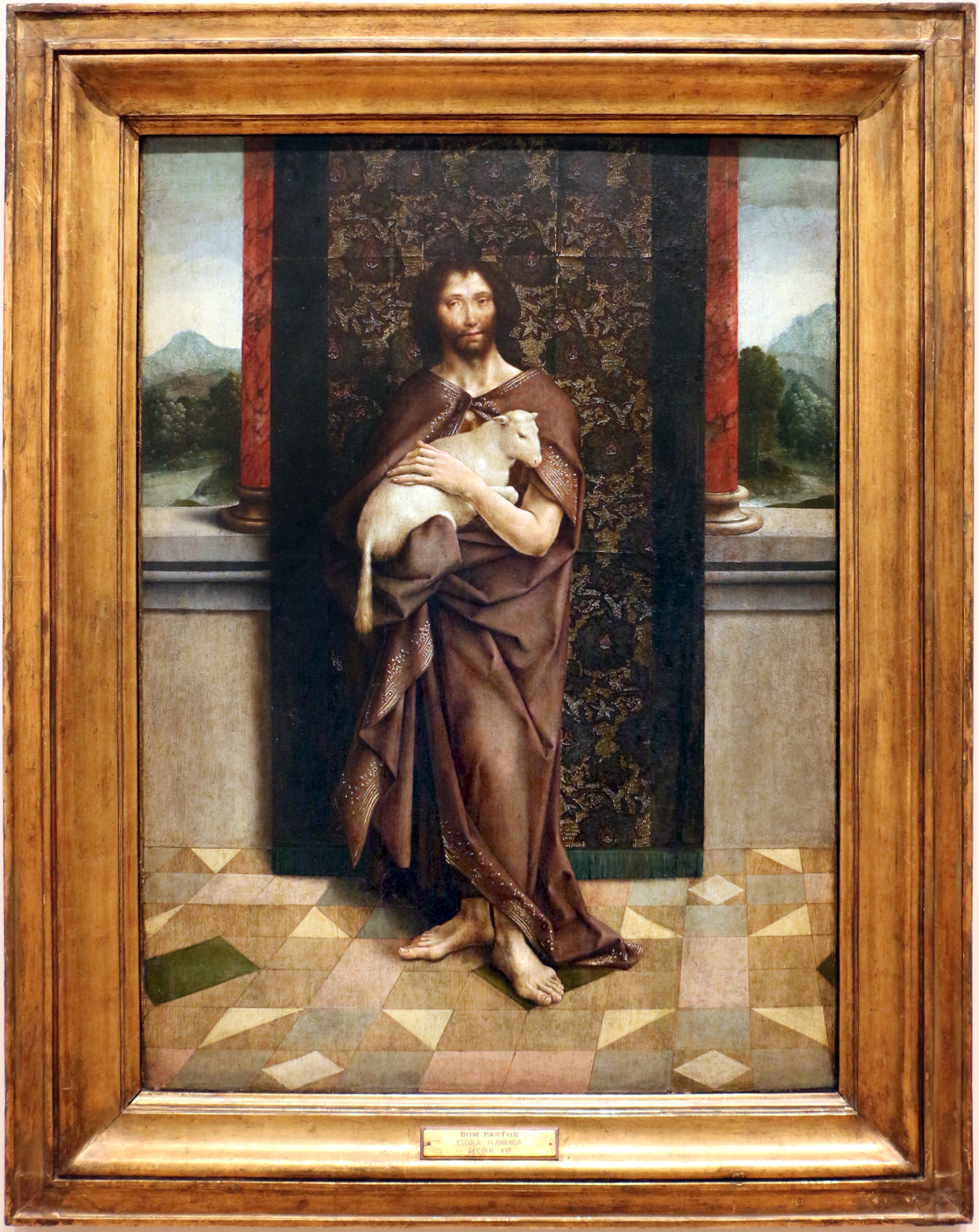
Le Bon Pasteur (vers 1520), MNAA.
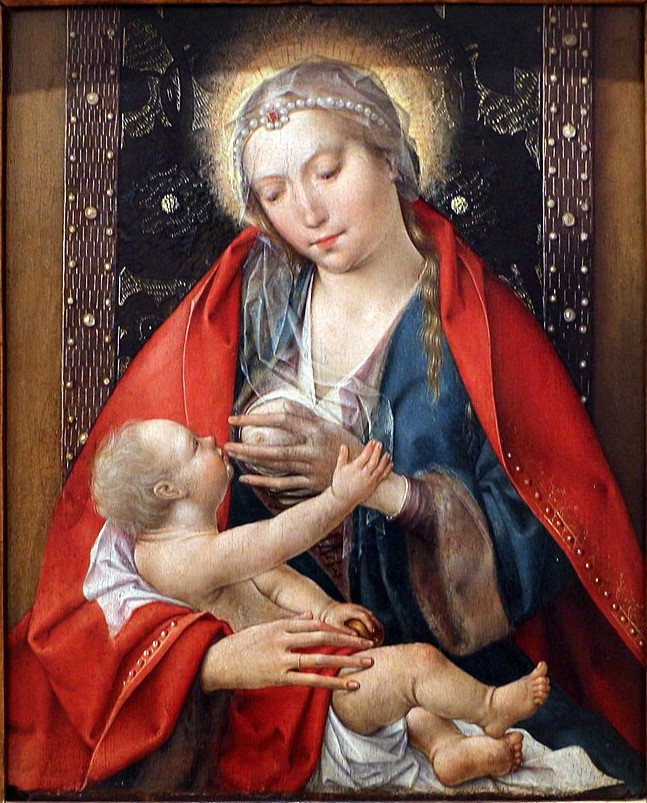
Vierge allaitant l'Enfant (vers 1520), MNAA.
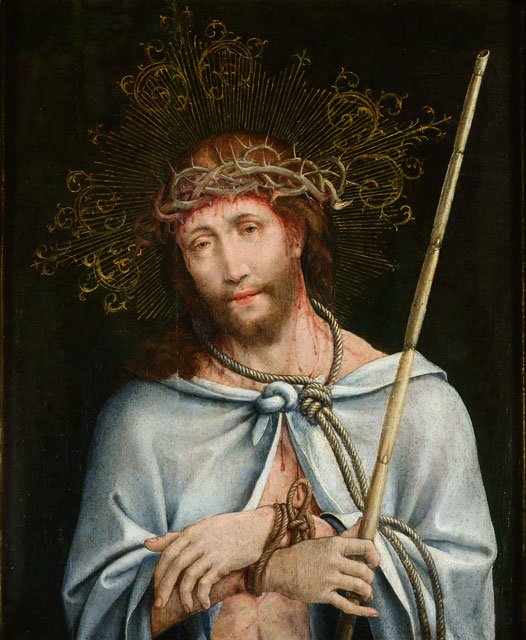
Ecce Homo (vers 1520), MNAA.
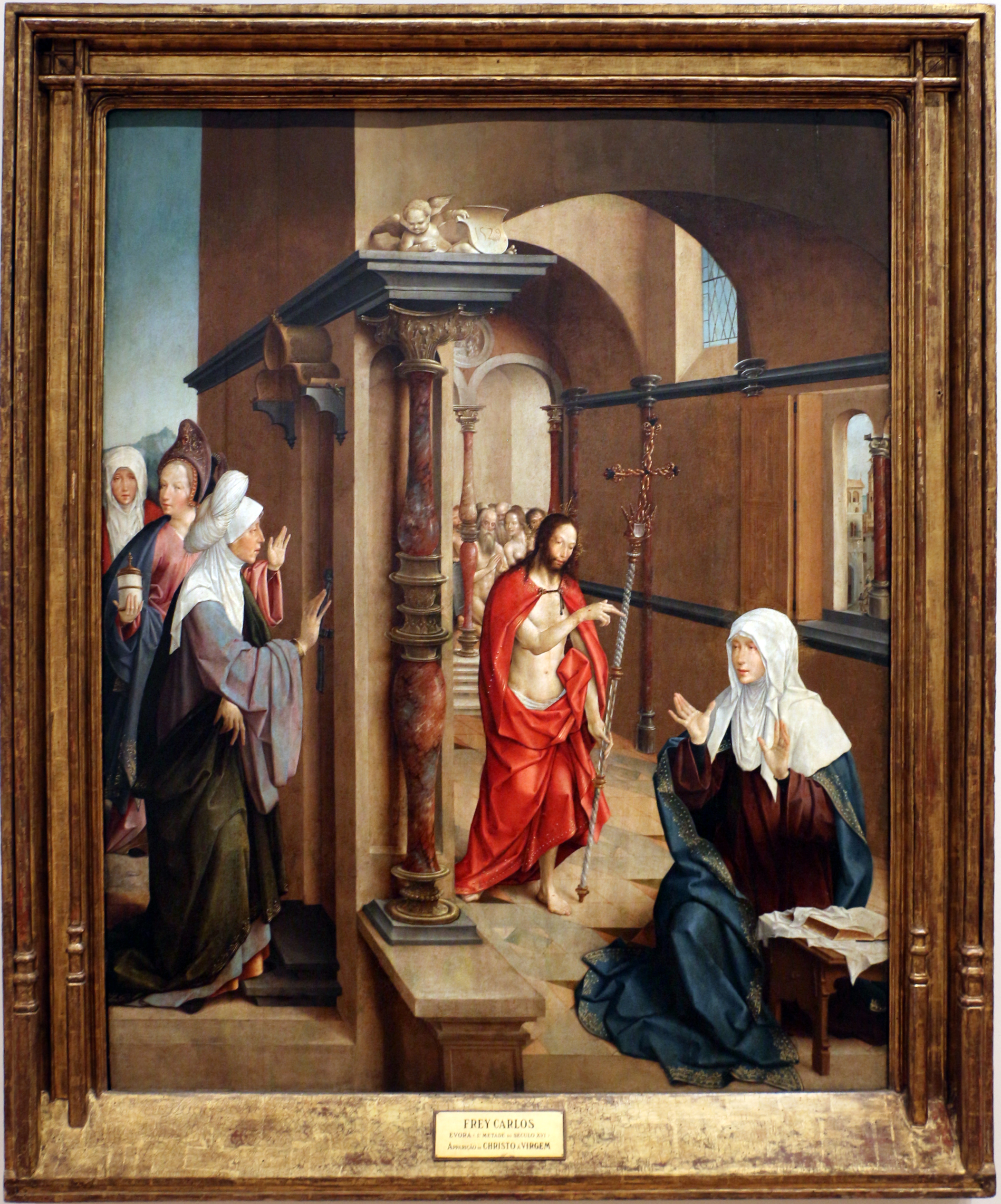
L'Apparition du Christ à la Vierge (1529), MNAA.